# Hrabstwo Onondaga

Mapa hrabstwa

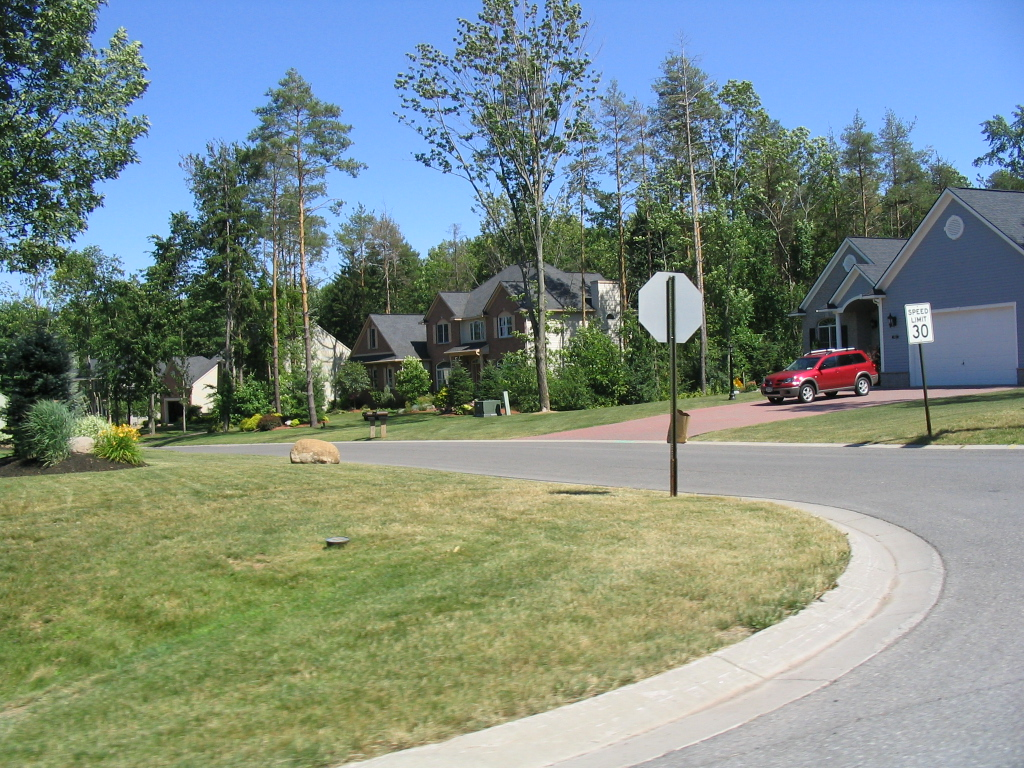
Lysander, na północny wschód od Syracuse

Onondaga – hrabstwo (ang. county) w stanie Nowy Jork w USA. Populacja wynosi 458 336 mieszkańców (stan według spisu z 2000 r.).
Powierzchnia hrabstwa wynosi 2087 km². Gęstość zaludnienia wynosi 227 osób/km² (806 mil kwadratowych).

## Miasta
- Camillus
- Cicero
- Clay
- DeWitt
- Elbridge
- Fabius
- Geddes
- LaFayette
- Lysander
- Manlius
- Marcellus
- Onondaga
- Otisco
- Pompey
- Salina
- Skaneateles
- Spafford
- Tully
- Van Buren

## Wsie
- Baldwinsville
- Camillus
- East Syracuse
- Elbridge
- Fabius
- Fayetteville
- Jordan
- Liverpool
- Manlius
- Marcellus
- Minoa
- North Syracuse
- Skaneateles
- Solvay
- Tully

## CDP
- Fairmount
- Galeville
- Lakeland
- Lyncourt
- Mattydale
- Nedrow
- Seneca Knolls
- Village Green
- Westvale

## Sąsiednie hrabstwa
- Hrabstwo Oswego – północ
- Hrabstwo Madison – wschód
- Hrabstwo Cortland – południe
- Hrabstwo Cayuga – zachód